# IL13RA2
白介素-13受体α亚基2（Interleukin-13 receptor subunit alpha 2，缩写IL-13Rα2或IL13RA2）也称为分化簇213A2（CD213A2，cluster of differentiation 213A2）是一种细胞表面蛋白质，由人类基因 IL13RA2 编码。